# Coudray (Mayenne)
Coudray ist eine französische Gemeinde mit 867 Einwohnern (Stand: 1. Januar 2022) im Département Mayenne in der Region Pays de la Loire; sie gehört zum Arrondissement Château-Gontier und zum Kanton Château-Gontier-sur-Mayenne-1. Die Einwohner der Gemeinde werden Coudréens genannt.

## Geographie
Coudray liegt etwa 35 Kilometer nordnordwestlich von Angers. Umgeben wird Coudray von den Nachbargemeinden Château-Gontier-sur-Mayenne im Norden und Nordwesten, Châtelain im Nordosten, Bierné-les-Villages im Osten, Daon im Süden sowie Ménil im Westen und Südwesten.

## Bevölkerungsentwicklung
| Einwohner                  | 423 | 392 | 424 | 502 | 546 | 640 | 766 | 852 |
| Quellen: Cassini und INSEE |     |     |     |     |     |     |     |     |

## Sehenswürdigkeiten

Kirche Saint-Julien-le-Martyr

- Kirche Saint-Julien-le-Martyr